# Mid Gleniron

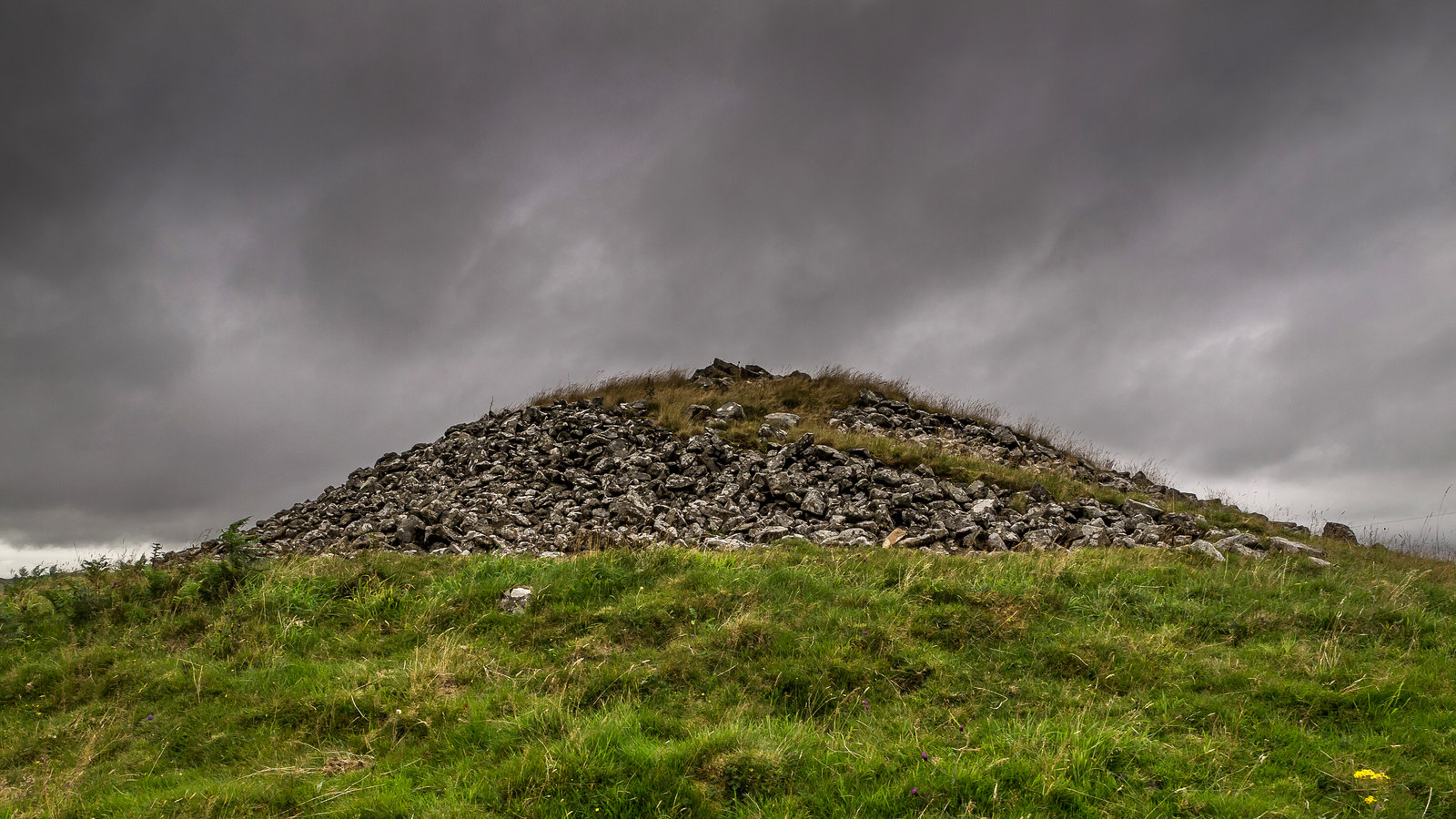
Mid Gleniron Cairn

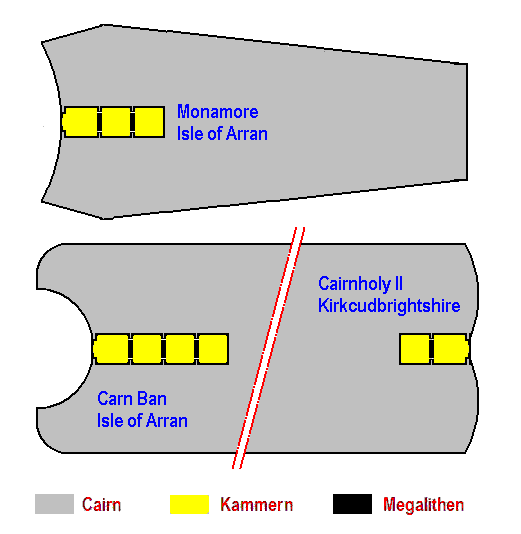
Prinzipskizze von Clyde Tombs

Mid Gleniron I und II ist eine multiple Megalithanlage des Typs Clyde Tomb, die zwischen 1963 und 1966 ausgegraben wurde. Sie liegt in The Machars bei New Luce, östlich von Stranraer in Wigtownshire, in Dumfries and Galloway in Schottland. 

## Beschreibung
Ein 21 m langer etwa Nord-Süd orientierter Cairn vom Typ Clyde Tomb überdeckt zwei Rundhügel (davon mind. ein Bargrennan Tomb), so dass eine mehrperiodische Konstruktion vorliegt. 
Anfangs war ein 0,6 m hoher kleiner ovaler Cairn (etwa zehn Meter Durchmesser) des Typs Bargrennan mit rechteckiger Kammer und Zugang im Norden errichtet worden. Ein zweiter Cairn ebenfalls mit rechteckiger Kammer und Zugang im Norden wurde nördlich in unmittelbarer Nähe des ersten errichtet (der vermutlich außer Nutzung gegangen war). Eine Exedra aus Orthostaten und Trockenmauerwerk flankierte den Eingang zum nördlichen Cairn und wurde unmittelbar oder nur wenig später Teil der Endkonstruktion, die beide Rundhügel in einem leicht trapezoiden Langhügel (12 m × 11 m) vom Typ der Clyde tomb cairns vereint. Als Nächstes wurde im Westen, zwischen die beiden alten Rundhügel, eine seitliche Kammer eingebaut. 
Die Kammern (ohne Decksteine) sind weitgehend erhalten.
Abgesehen von den endneolithischen Funden wurden im Hügelmaterial neun Feuerbestattungen in Urnen gefunden. Die Funde befinden sich im Dumfries Museum, wo sich auch das Archiv des deutschen Amateurarchäologen Werner Kissling (1895–1988) befindet.
In der Nähe liegt das Bargrennan Tomb Caves of Kilhern.